# Liste der Monuments historiques in Clion (Charente-Maritime)
Die Liste der Monuments historiques in Clion (Charente-Maritime) führt die Monuments historiques in der französischen Gemeinde Clion auf.

## Liste der Bauwerke
| Bezeichnung     | Beschreibung              | Standort | Kennzeichnung | Schutzstatus   | Datum     | Bild           |
| --------------- | ------------------------- | -------- | ------------- | -------------- | --------- | -------------- |
| Kirche St-André | Erbaut im 12. Jahrhundert | (Lage)   | PA00104654    | Classé Inscrit | 1909 2000 | weitere Bilder |

## Liste der Objekte

### Kirche St-André
| Bezeichnung                                | Beschreibung                               | Standort | Kennzeichnung | Schutzstatus | Datum | Bild |
| ------------------------------------------ | ------------------------------------------ | -------- | ------------- | ------------ | ----- | ---- |
| Gemälde Aux enfants morts durant la guerre | Öl auf Leinwand, von Louis Couillaud, 1922 | (Lage)   | PM17001847    | Inscrit      | 1999  |      |
| Tabernakel                                 | Holz                                       | (Lage)   | PM17001801    | Inscrit      | 1997  |      |
| Sakristeischrank                           | Holz, 17. Jahrhundert                      | (Lage)   | PM17001582    | Inscrit      | 1989  |      |